# 陳李濟
陈李济（英語：Chan Li Chai）是中国一家中药制药企业，创立於明朝万历二十七年（1599年），吉尼斯世界记录认定为“正在运作的最古老制药厂”（oldest operating pharmaceutical factory）。现时，港澳台及海外商標由香港陳李濟藥廠有限公司擁有，中國大陸商標被當局接管後由廣藥集團旗下子公司广州白云山陈李济药厂有限公司擁有。
目前陈、李两公各有后人500余人，其中陈氏后人多由九江河清迁居香港、澳門及廣州；而李氏后人仍有200余人居住在佛山市南海区西樵太平九甲李村，其余散落各地。香港陳李濟藥廠有限公司的註冊股東由陳、李兩個家族以祖堂「陳謙牧堂」及「李敬慎堂」作為信託人。

## 历史

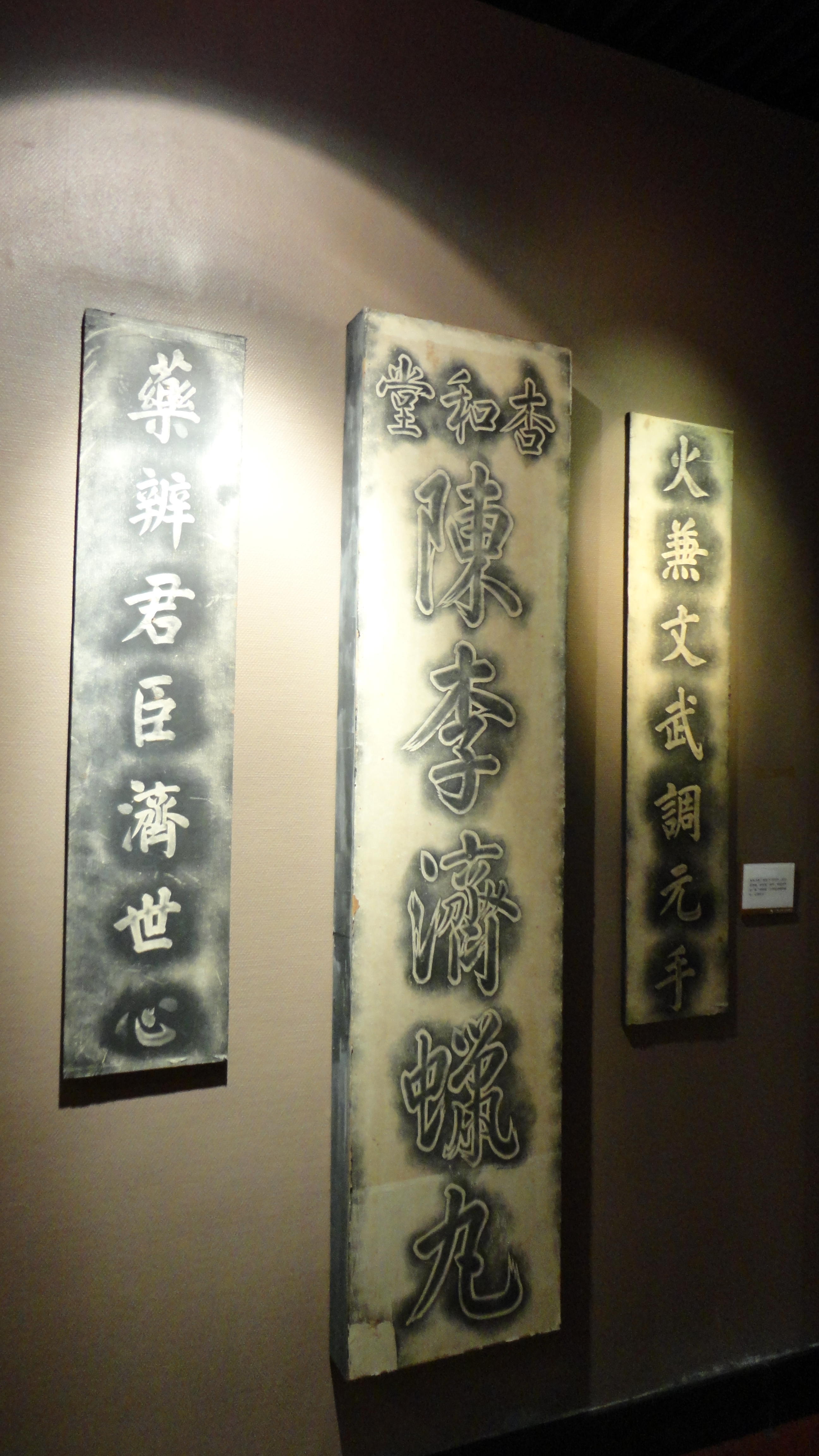
杏和堂陳李濟招牌複製品，於廣州近代史博物館展出。

### 早期发展

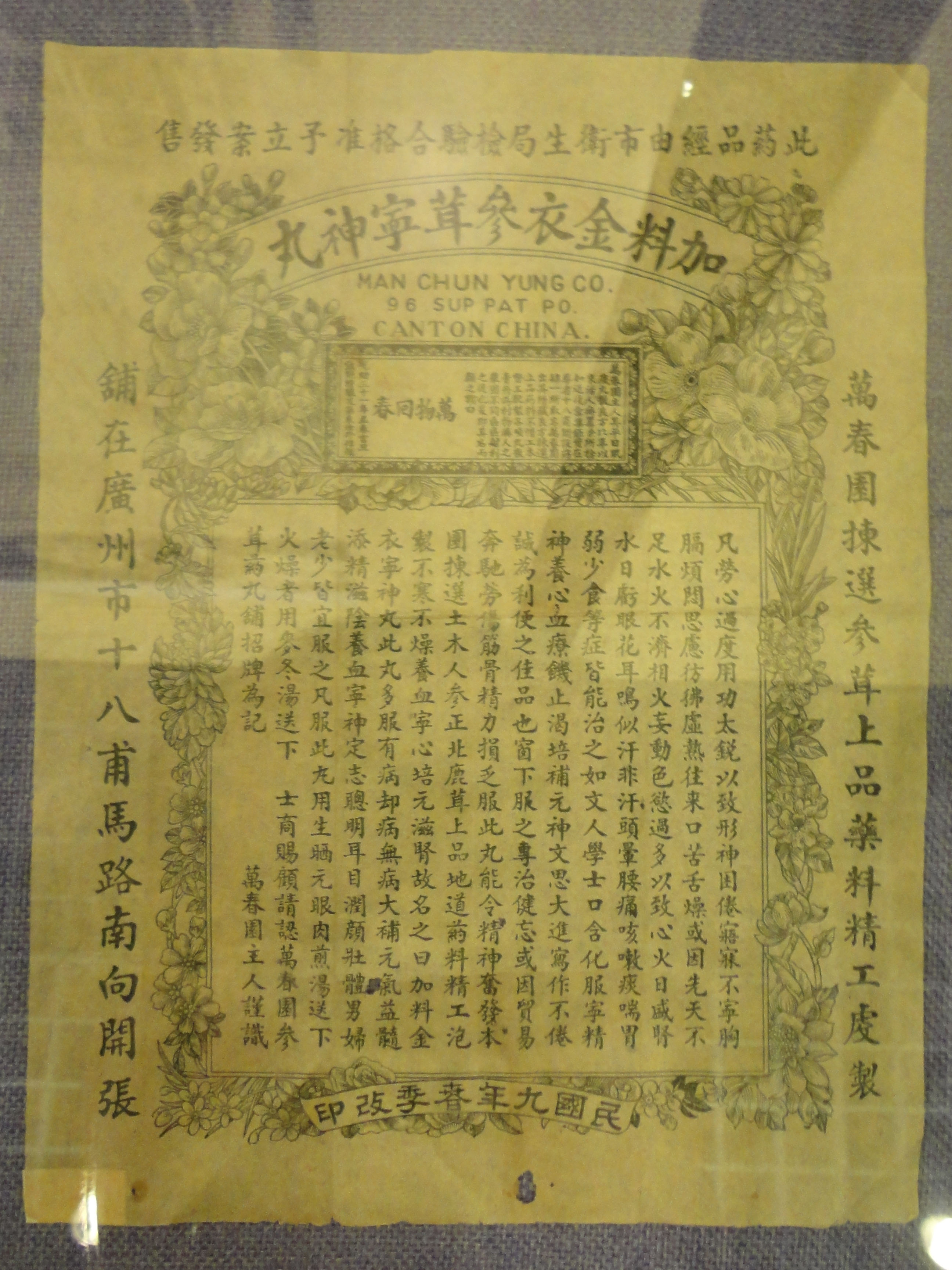
中華民國九年（1920年）的萬春園藥房廣告，當時藥房位於十八甫。

陳李濟商號由陈体全、李升佐于明朝万历二十七年（1599年）共同创办，厂名采用两人的姓氏及“同心济世”的思想，故名陈李济，在广州双门底（現北京路）设厂制药。
据史料记载，清朝同治皇帝有一次患上风寒，腹痛吐泻，经御医推荐服用陈李济“追风苏合丸”，“药到病除，龙颜大悦”，遂敕赐“杏和堂”的封号，以资表彰；同时还钦定陈李济珍藏的百年旧陈皮为广东每年进奉慈禧太后的贡品。
清咸丰六年（1856年）又在广州十三行开设一个批发所，作为产品输出、洋药原料输入的口岸贸易机构。当时在全国制造中成药行业中，形成有广东陈李济、北京同仁堂、杭州胡慶餘堂三大名家并行于世的局面。
1900年，英法联军入侵，广州租铺毁于炮火，遂将药店暂迁佛山。战事平息後即复厂广州，佛山为支店。
中華民國建政後颁布商标法，“杏和堂”成为陈李济的正式商标，一直沿用至今。「陳李濟」也被註冊做商标。
1922年，在香港皇后大道中206号开设支店。1935年在上海开设支店。
1937年中日战争爆发，广州10月沦陷，生产中断，厂房又遭拆毁。1945年抗战胜利后，再耗巨资在原址重建三层欧式厂房，并一直使用到现在。
1948年，香港支店轉往澳門开设。当年又在马来西亚筹办分厂，到台湾筹设支店。
中華人民共和國建政後的1951年，当时广州陈李济司理（相当于大掌柜）将广州总厂的核心资产移到香港分店。之后的香港陈李济延续传统，给陈李两姓内地及港澳后人发放“月银”颇丰，每人每月能得数元。

### 原廣州藥廠
1954年，中華人民共和國政府對私營企業進行「生产资料所有制的社会主义改造」，將八間歷史悠久的中藥廠大举合併進行「公私合營」，以陳李濟為主廠，先後併入神農、萬春園、偉氏、馮致昌、何弘仁、燮和堂、橘香齋等七間藥廠，组成“广州陈李济联合制药厂”，其中燮和堂成功遷至香港，易名為燮和堂五寶散藥廠經營至今。期間陈李济又申请了“同治堂”商标。公私合营後，当局对陈李济资产设定了20年的赎买期，每年制药厂向王家等私股持有人支付5%的定息，作为分红。不过，这一定息是“一刀切”的，不论企业盈利状况如何，也不考虑私股股东的意愿。据李宗强回忆，当时每季度大概能领到几块钱。但是，在赎买金和定息支付後的10年，在1966年因文化大革命而止。因担心被上纲上线，没有人敢追问股票的事。广州“陈李济”私股股本后被赎买50%，由公私合营企业完全变成了国有企业。另外由於当时公家一言九鼎，清产核资时根本没经正常评估程序。
1965年10月广州医药行业进行了调整，中、西药厂实行分开局级管理，成立了“广州中药制药总厂”，同时为贯彻文化大革命初期當局破四旧的意思，属下企业名称按数字排列，陈李济招牌被改为广州中药二厂。旗下产品统一使用“广中”牌商标，“杏和堂”商标被废除。
1980年9月，经批准恢复“广州陈李济药厂”厂名和“杏和堂”商标，同年，中国药材公司确定陈李济为国家重点中药厂。
1993年获首批中华老字号称号。1998年厂本部由北京路迁至广州大道南1688号新址，新厂房投资约1.3亿元人民币。对原北京路194号物业，陈李济决定把楼宇改造后出租，成为现时的“银座广场”。厂房物业估价10亿，租金年收入近3000万元。该厂房建筑面积6999平米，产权为“全民”，并“已征收国有土地使用权出让金，使用期限50年，从1997年7月11日起”。另外，该产权表显示，此处房产所有权来历为“1950年向陈谦，李敬继承，1978－1982年加建。”陳李濟後人對於祖屋一直沒有歸還，表現不滿。两姓后人认为只有他们才有此处房产继承权，并打算继续追讨。
2000年12月，“陈李济”被广州市政府评定为广州市第一批“老字号”。2004年，陈李济中药博物馆落成。2008年，“陈李济中药文化”入选国家非物质文化遗产目录。

### 香港药厂
1922年廣州總店派遣陳家第十代傳人屬第三房的陳少泉和李家第九代傳人李澄秋在香港成立分店，先後買入皇后大道中及西環卑路乍街物業，並以陳謙及李敬名義登記，取「陳謙牧堂」和「李敬慎堂」的簡寫。陳李濟一直奉行祖傳家訓，由陳、李兩家各佔一半股權，兩家各派一人擔任司理和副司理，所得利潤，由陳、李兩家對分。陳家會將所得先均分予三房人，然後再每房按男丁攤派；而李家則全以男丁人頭攤分。專攻海外市場的香港陳李濟每月都會將盈利一部分，寄回廣州陳、李兩家的聯絡人，再轉派給族中各人，稱為「月銀」。
1973年，香港陈李济药厂註冊成為有限公司，股份按當時商業登記上的註冊合夥人而分發，其中陳家第三房有10人，各佔百分之五；而李家則有3人，各佔一成七。1975年香港陳李濟有限公司全面接管藥廠業務，並計畫賣掉兩幢物業，但当时，在内地的绝大部分两姓后人都不同意，身在廣州教書的陳家大房第十代陳樹文提起诉讼禁制出售資產，但最後不了了之。香港陈李济药厂之后对陈、李两姓后人停止发放“月银”，由1951年迁港至1975年共发放了24年。
其後李家三名後人均表示沒有興趣繼續打理香港陳李濟，將所佔五成股份中的三成三轉讓給陳家，打破380多年的合營規條，由陳家獨掌大權。1995年香港陳李濟將由私人名義持有的兩幢物業業權轉入公司，並向稅局繳付100萬元印花稅。並在1997年5月將西環及上環物業，分別售予泛海及力中集團，套現12,000萬港元。已到香港發展的陳樹文兒子陳剛於1998年4月回鄉發起成立「陳謙牧堂追討委員會」，集結在鄉下、廣州和佛山的陳氏族人，向香港陳李濟追討出售物業後的利潤。但根据香港的法律，除新界土地业权外，普通法并不承认祖堂的地位，到了2006年前后，要求追讨香港陈李济祖产的诉讼皆遭驳回。

### 商标争夺案
陈李济在中华民国大陸时期就已获得商标注册，并且拥有“杏和堂”商标，到公私合营后又申请了“同治堂”商标。但是，广州陈李济一直以大陆市场为主，在计划经济时代其商标的作用并不明显。改革开放后，广州陈李济开始开拓海外市场，但由于当时产品的出口都是政府统一控制的，故在世界各地都是使用“羊城牌”商标，而香港陈李济则以“陈李济”的商标在美国销售。
至1990年代，广州陈李济开始在美国申请“陈李济”、“杏和堂”商标，注册获批。一段时间後，香港陈李济也在美国申请以上两个商标，而这就与广州陈李济发生冲突。虽然广州陈李济在美国申请注册在先，但按照美国《商标保护法》中以使用在先为原则，所以在1997年8月，香港陈李济及其美国经销商苏氏有限公司以侵犯“陈李济”、“杏和堂”商标及产品外包装为由，向美国加利福尼亚州法院起诉广州陈李济的美国总经销商——美国国盛贸易有限公司，至1998年8月香港陈李济再增加广州陈李济为被告。
2001年9月，双方依照美国加州的法律程序，在香港进行了开庭前的强制性和解程序；同年12月4日，两个“陈李济”的授权代表在香港签定《协议书》，同意撤诉；2002年11月，主审法官签署撤诉令，长达六年的官司终于完结。
和解後，广州陈李济产品不得以“陈李济”的商标在海外销售，所以广州陈李济药厂的产品都以“同治堂”商标出现，但是可以打上“广州陈李济药厂”的厂名；而香港陈李济则不得进入内地市场。根据广州陈李济从南京档案馆调的档案还是在美国的销售记录，都没有找到自己的产品以“陈李济”商标在美国市场上的销售时间比香港“陈李济”早的证据。

## 英文名称
陈李济在香港和海外的英文名称是始创时传统的粤式郵政式拼音。而广药陈李济在1949年後被改成汉语拼音，与很多国有企业的做法相同，至今仍未恢復。

## 事件
中华人民共和国国家食品药品监督管理局曾于2012年发布通知：由广州陈李济制药厂生产的舒筋健腰丸存在擅自篡改审批内容在大众媒介发布广告，严重欺骗和误导消费者。

## 轶闻
创始人之一李升佐第八代后裔李汝立称，老祖宗曾经有个约定：陈、李两家不能通婚。因为通婚之后，就不分陈李两家，可能会造成一定的混乱，管理就会变得不明晰。这样做保证了陈李济能很好地延续下来，两家的关系也一直很好。